# Chris Taylor (Eishockeyspieler)
Chris Taylor (* 6. März 1972 in Stratford, Ontario) ist ein ehemaliger kanadischer Eishockeyspieler und derzeitiger -trainer, der im Verlauf seiner aktiven Karriere zwischen 1988 und 2011 unter anderem 151 Spiele für die New York Islanders, Boston Bruins und Buffalo Sabres in der National Hockey League (NHL) auf der Position des Centers bestritten hat. Darüber hinaus absolvierte Taylor über 1000 weitere Partien in der American Hockey League (AHL) sowie International Hockey League (IHL) und war drei Spielzeiten für die Frankfurt Lions in der Deutschen Eishockey Liga (DEL) aktiv. Seit Juni 2025 ist er als Assistenztrainer bei den Seattle Kraken in der NHL tätig. Sein älterer Bruder Tim war ebenfalls professioneller Eishockeyspieler.

## Karriere

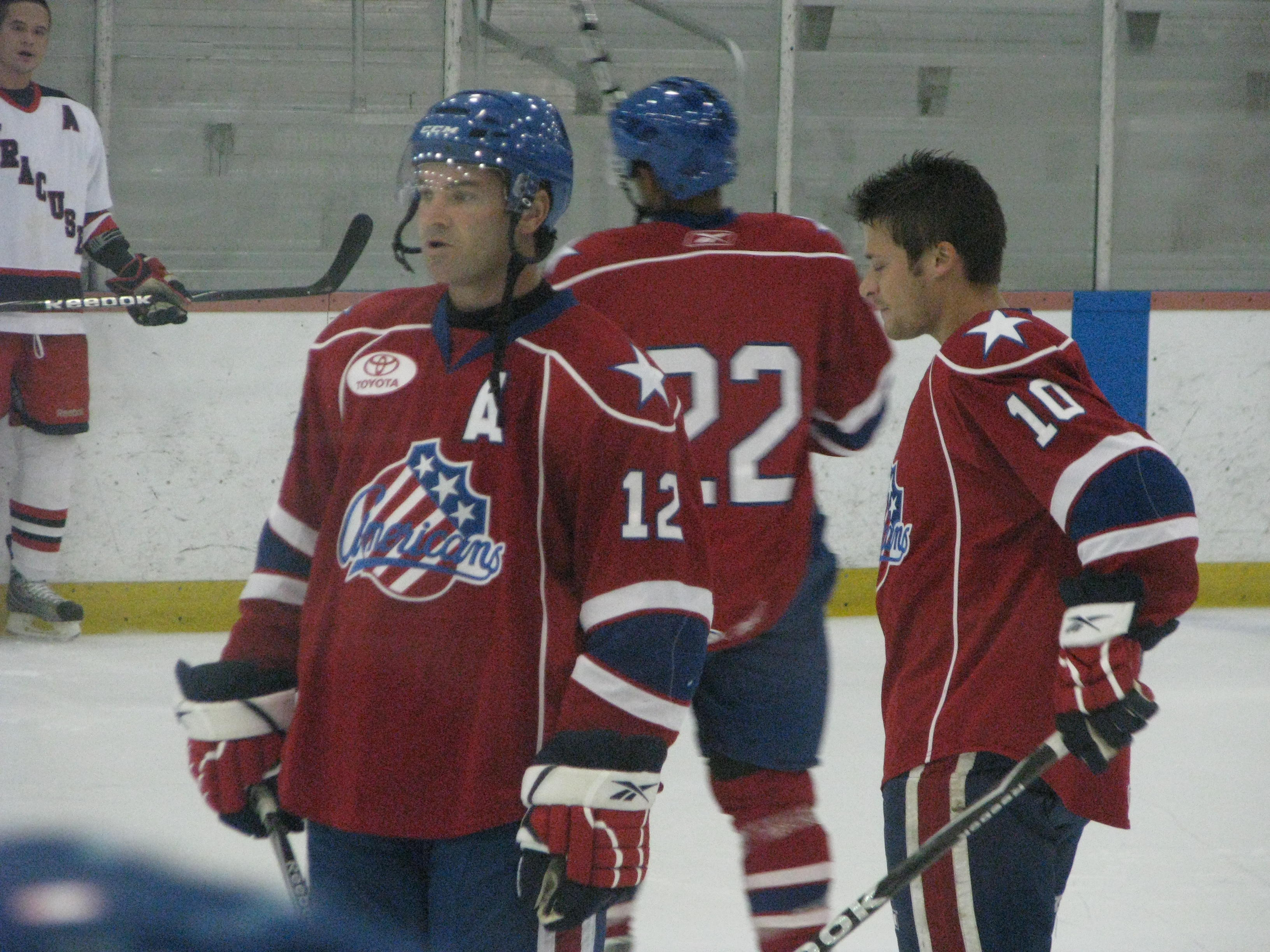
Taylor (links) und Jamie Johnson im Trikot der Rochester Americans (2009)

Taylor begann seine Karriere zur Saison 1988/89 bei den London Knights in der kanadischen Juniorenliga Ontario Hockey League (OHL), bevor er beim NHL Entry Draft 1990 als 27. in der zweiten Runde von den New York Islanders aus der National Hockey League (NHL) ausgewählt wurde. Bevor er zu den Profis wechselte, absolvierte der 1,83 m große Center jedoch noch zwei weitere Spielzeiten im Junioreneishockey bei den Knights. Dabei wurde er am Ende der Spielzeit 1990/91 ins Third All-Star Team der Liga berufen.
Mit Beginn der Saison 1992/93 spielte der Linksschütze für verschiedene Farmteams der New York Islanders, darunter die Capital District Islanders in der American Hockey League (AHL) sowie die Salt Lake Golden Eagles und Denver bzw. Utah Grizzlies in der International Hockey League (IHL). Dabei gewann er sowohl im Jahr 1994 als auch 1995 mit den Grizzlies die Meisterschaft der IHL in Form des Turner Cups. Seine ersten NHL-Einsätze für die Islanders absolvierte er in der Spielzeit 1994/95. Über diese Ersatzspielerrolle kam er auch bei seinen weiteren NHL-Stationen, den Boston Bruins und Buffalo Sabres, denen er sich jeweils als Free Agent angeschlossen hatte, nicht hinaus. Zuletzt spielte er sogar nur noch ausschließlich für die Rochester Americans, den AHL-Kooperationspartner der Sabres. Dort wurde er 2005 mit dem Fred T. Hunt Memorial Award ausgezeichnet.
Vor der Saison 2006/07 wechselte der Kanadier zu den Frankfurt Lions in der Deutsche Eishockey Liga (DEL), für die er in seiner ersten Spielzeit alle 52 Saisonspiele bestritt und zwölf Tore sowie 34 Assists erzielte. In den Playoffs scheiterte Taylor mit den Löwen schließlich im Viertelfinale an den Adler Mannheim. Es folgten noch zwei weitere Spieljahre in der Main-Metropole, in denen er insgesamt 185 DEL-Partien absolvierte und mit 187 Scorerpunkten verlässlich punktete. Mitte Juli 2009 kehrte Taylor allerdings zu den Rochester Americans in die AHL zurück und absolvierte dort zwei Spielzeiten. Nach der Saison 2010/11 beendete der 39-Jährige schließlich seine aktive Laufbahn.
Anschließend wechselte er direkt in den Trainerstab der Amerks und war dort als Assistenztrainer aktiv, ehe er das Team von 2017 bis 2020 als Cheftrainer betreute. In der Zwischenzeit hatte er die Saison 2016/17 – ebenfalls als Assistent – bei den Wilkes-Barre/Scranton Penguins in der AHL verbracht. In der Folge kehrte er in die NHL zurück, indem er sich im Oktober 2020 den New Jersey Devils als Assistenztrainer anschloss. Dort war er fünf Jahre aktiv, ehe ihn im Sommer 2025 in gleicher Funktion die Seattle Kraken verpflichteten.

## Erfolge und Auszeichnungen
- 1991 OHL Third All-Star Team
- 1995 Turner-Cup-Gewinn mit den Denver Grizzlies
- 1996 Turner-Cup-Gewinn mit den Utah Grizzlies
- 2005 Fred T. Hunt Memorial Award

## Karrierestatistik
(Legende zur Spielerstatistik: Sp oder GP = absolvierte Spiele; T oder G = erzielte Tore; V oder A = erzielte Assists; Pkt oder Pts = erzielte Scorerpunkte; SM oder PIM = erhaltene Strafminuten; +/− = Plus/Minus-Bilanz; PP = erzielte Überzahltore; SH = erzielte Unterzahltore; GW = erzielte Siegtore; 1 Play-downs/Relegation; Kursiv: Statistik nicht vollständig)